# SODO (Tren Ligero de Seattle)
SODO es una estación de la línea Central Link del Tren Ligero de Seattle. La estación es administrada por Sound Transit. La estación se encuentra localizada en 500 South Lander Street en Seattle, Washington. La estación de SODO fue inaugurada el 18 de julio de 2009.

## Descripción
La estación SODO cuenta con 2 plataformas laterales.

## Conexiones
La estación es abastecida por las siguientes conexiones: 
- Sound Transit Express, King County Metro y Greyhound Lines.